# إدموند رايت
إدموند رايت (بالإنجليزية: Edmund Wright)‏ (7 مارس 1902 في المملكة المتحدة - 1 يناير 1978) هو لاعب كرة قدم بريطاني (وحمل سابقاً جنسية المملكة المتحدة لبريطانيا العظمى وأيرلندا) في مركز حراسة المرمى. لعب مع أستون فيلا ونادي برينتفورد ونادي ووستر سيتي.